# Европско првенство у атлетици у дворани 1971 — троскок за мушкарце
Такмичење у троскоку у мушкој конкуренцији на другом Европском првенству у атлетици у дворани 1971. одржано је у Фестивалској дворани у Софији 13. марта.
Титулу европског првака освојену на Европском првенству у дворани 1970. у Бечу одбранио је Виктор Сањејев из Совјетског Савеза.

## Земље учеснице
Учествовало је 15 троскокаша из 9 земаља.
1. Бугарска (1)
2. Чехословачка (1)
3. Источна Немачка (1)
4. Мађарска (2)
5. Румунија (2)
6. Совјетски Савез (3)
7. Шпанија (1)
8. Турска (1)
9. Западна Немачка (2)

## Рекорди
Извор:
| Рекорди пре почетка Европског првенства у дворани 1971.     | Рекорди пре почетка Европског првенства у дворани 1971. | Рекорди пре почетка Европског првенства у дворани 1971. | Рекорди пре почетка Европског првенства у дворани 1971. | Рекорди пре почетка Европског првенства у дворани 1971. | Рекорди пре почетка Европског првенства у дворани 1971. |
| ----------------------------------------------------------- | ------------------------------------------------------- | ------------------------------------------------------- | ------------------------------------------------------- | ------------------------------------------------------- | ------------------------------------------------------- |
| Светски рекорд                                              | Виктор Сањејев                                          | Совјетски Савез                                         | 16,95                                                   | Беч Аустрија                                            | 15. март 1970.                                          |
| Европски рекорд у дворани                                   | Виктор Сањејев                                          | Совјетски Савез                                         | 16,95                                                   | Беч Аустрија                                            | 15. март 1970.                                          |
| Рекорди европских првенстава                                | Виктор Сањејев                                          | Совјетски Савез                                         | 16,95                                                   | Беч Аустрија                                            | 15. март 1970.                                          |
| Рекорди после завршеног Европског првенства у дворани 1971. |                                                         |                                                         |                                                         |                                                         |                                                         |
| Нових рекорда није било                                     |                                                         |                                                         |                                                         |                                                         |                                                         |

## Освајачи медаља
|                                 |                      |                                  |
| Виктор Сањејев Совјетски Савез} | Карол Корбу Румунија | Генадиј Савлевич Совјетски Савез |

## Резултати

### Коначан пласман
Извор:
| Место | Атлетичар         | Земља           | #1    | #2    | #3    | #4    | #5    | #6    | Резултат | Белешка |
| ----- | ----------------- | --------------- | ----- | ----- | ----- | ----- | ----- | ----- | -------- | ------- |
|       | Виктор Сањејев    | Совјетски Савез | 16,55 | 16,83 | 16,58 | 16,63 | 16,40 | 16,75 | 16,83    | ЛРСд    |
|       | Карол Корбу       | Румунија        | 16,38 | 15,54 | 16,43 | 16,47 | 16,83 | 16,42 | 16,83    | НРд     |
|       | Генадиј Савлевич  | Совјетски Савез | 15,78 | 16,24 | 15,94 | -     | 15,96 | -     | 16,24    | ЛРд     |
| 4.    | Василе Думитреску | Румунија        | 16,16 | 15,93 | 15,87 | -     | -     | -     | 16,16    | ЛРд     |
| 5.    | Луис Арета        | Шпанија         | 15,93 | 15,76 | 16,05 | 16,07 | 16,11 | -     | 16,11    |         |
| 6.    | Золтан Чифра      | Мађарска        | 15,50 | 15,52 | 15,88 | 15,94 | 15,91 | 16,02 | 16,02    |         |
| 7.    | Георги Стојковски | Бугарска        | 15,73 | -     | 16.00 | -     | -     | -     | 16,00    | ЛРд     |
| 8.    | Михаел Зауер      | Западна Немачка | 15,79 | 15,61 | 15,61 | 15,94 | 15,73 | 15,54 | 15,94    |         |
| 9.    | Харалд Штруц      | Западна Немачка | 15,63 | 15,79 | 15,79 | 15,52 | 15,75 | 15,60 | 15,79    | ЛРд     |
| 10.   | Шербан Чокина     | Румунија        | 15,35 | 15,74 | 15,61 |       |       |       | 15,74    |         |
| 11.   | Валентин Шевченко | Совјетски Савез | 15,62 | 15,71 | 14,69 |       |       |       | 15,71    |         |
| 12.   | Јерг Дремел       | Источна Немачка | 13,93 | 15,35 | 15,53 |       |       |       | 15,53    |         |
| 13.   | Хенрик Калочај    | Мађарска        | -     | 13,72 | 15,50 |       |       |       | 15,50    |         |
| 14.   | Jan Broda         | Чехослвачка     | 15,35 | 15,28 |       |       |       |       | 15,35    |         |
| 15.   | Аскин Туна        | Турска          | 14,97 |       |       |       |       |       | 14,97    |         |

## Укупни биланс медаља у троскоку за мушкарце после 2. Европског првенства у дворани 1970—1971.
|    | Земља           |   |   |   |   |
| -- | --------------- | - | - | - | - |
| 1. | Совјетски Савез | 2 | 0 | 1 | 3 |
| 2, | Румунија        | 0 | 1 | 1 | 2 |
| 3. | Источна Немачка | 0 | 1 | 0 | 1 |
|    | Укупно {3}      | 2 | 2 | 2 | 6 |

|    | Атлетичар      | Земља           |   |   |   |   |
| -- | -------------- | --------------- | - | - | - | - |
| 1. | Виктор Сањејев | Совјетски Савез | 2 | 0 | 0 | 2 |